# Winfried Erich Hubert Blum
Winfried Erich Hubert Blum (ur. 15 czerwca 1941 we Fryburgu Bryzgowijskim) – niemiecko-austriacki profesor nauk o Ziemi, leśnych oraz rolniczych. Specjalizuje się w zagadnieniach z zakresu gleboznawstwa, agronomii oraz inżynierii i ochrony środowiska. Członek zagraniczny Wydziału Nauk Biologicznych i Rolniczych Polskiej Akademii Nauk od 2005 roku, a także członek Euro Mediterranean Academy of Arts and Sciences.

## Życiorys
Winfried Blum był w latach 1979–2009 profesorem zwyczajnym Wydziału Leśnictwa i Gleboznawstwa Uniwersytetu Przyrodniczego w Wiedniu, a od 2009 roku jest profesorem emerytowanym tej uczelni. Jest jednym ze znaczących przedstawicieli nauk o glebie. Jako jeden z pierwszych opowiadał się za rozwojem systemów informacji o glebie w latach 80. XX wieku.
Blum pełni liczne funkcje międzynarodowe, jest zdobywcą wielu nagród naukowych i doktorem honoris causa prestiżowych uczelni.

## Nagrody i wyróżnienia
Uhonorowany m.in.:
- Krzyżem Honoru I klasy – austriacką odznaką honorową dla nauki i sztuki (2011)
- Wielką odznaką honorową za zasługi dla Republiki Austrii (2004)
- Medalem im. Michała Oczapowskiego (1991)[5]

## Książki i publikacje
Autor lub współautor następujących pozycji książkowych i publikacji:
- Bodenkunde in Stichworten, [Erscheinungsort nicht ermittelbar]: Borntraeger, 2012, ISBN 978-3-443-03120-6, OCLC 775830006[6]
- Essentials of soil science soil formation, functions, use, and classification (world reference base, WRB), Berlin: Borntraeger Science Publishers, 2018, ISBN 978-3-443-01090-4, OCLC 1015334215[7]
- Boden und globaler Wandel, wyd. 1st ed. 2019, Berlin, Heidelberg, ISBN 978-3-662-59742-2, OCLC 1119001115[8]
- Neue Wege zu nachhaltiger Bodennutzung : eine Veranstaltung der Deutschen Bundesstiftung Umwelt zur EXPO 2000, Berlin: Schmidt, 2002, ISBN 3-503-06637-3, OCLC 50457351[9]
- Bodenzustandsinventur: Konzeption, Durchführung und Bewertung ; Empfehlungen zur Vereinheitlichung der Vorgangsweise in Österreich, wyd. 2., überarb. Aufl., Wien: Inst. für Bodenforschung, 1996[10]
- Unser Boden, unser Wasser: Die Lebensgrundlagen der Bauern in Gefahr?, Eine Publikation des Josef-Robl-Kuratoriums, Wien: Josef-Robl-Kuratorium, 1990[11]
- Bodenschutzkonzeption: Bodenzustandsanalyse und Konzepte für den Bodenschutz in Österreich ; Grundlagen und Empfehlungen für die Bodenschutzplanung, wyd. 1. Aufl., Wien: Bundesministerium für Land- und Forstwirtschaft, 1989[12]
- Afrika-Kartenwerk. Ser. E, Bl. 4: Ostafrika (Kenya, Uganda, Tanzania) / Obmänner: Ludwig Schätzl ; Joachim H. Schultze Bodenkunde / Autoren: W. E. Blum ; W. Moll, Berlin Stuttgart: Borntraeger, 1983, ISBN 978-3-443-28020-8[13]
- Untersuchungen über die Ursachen einer Hepatitis nach Operationen mit Hilfe des extracorporalen Kreislaufs und die Bedeutung einer prophylaktischen intravenösen Gabe von Gammaglobulin[14]
- Sedimentogene und pedogene Entwicklungsmerkmale von Böden auf Karbonatgestein: am Beisp. d. südl. Oberrheingrabens, Freiburger bodenkundliche Abhandlungen, Freiburg (im Breisgau): Inst. f. Bodenkunde d. Albert-Ludwigs-Univ, 1968[15]